# Погремковые
Погремко́вые (лат. Rhinantheae) — триба растений семейства Заразиховые (Orobanchaceae).

## Описание
Преимущественно травянистые растения, также небольшие кустарники. Цветки собраны в верхушечные кисти. Предлисты, как правило отсутствуют (имеются у Conopholis).
Венчик цветка двугубый. Верхняя губа шлемовидная или расширенная. Пыльники тычинок из двух половинок, как правило, остроконечных, у Bornmuellerantha закруглённых. Рыльце пестика головчатое, булавовидное или двулопастное.
Плод локулицидная коробочка, у Omphalotrix — септицидная, у Tozzia — костянка.

## Синонимы
- Bartsieae Tison, 1877
- Euphrasieae Duby, 1828
- Lathraeeae Wight ex Willk., 1870
- Melampyreae Dumort., 1827
- Pedicularideae Benth., 1846
- Tozzieae Caruel, 1885

## Роды
- Aeginetia L., 1753 — Эгинеция
- Bartsia L., 1753, nom. cons. — Бартсия
- Bartsiella Bolliger, 1996
- Bellardia All., 1785 — Беллардия
- Bornmuellerantha Rothm., 1943
- Bungea C.A.Mey., 1831 — Бунгея
- Conopholis Wallr., 1825
- Cymbaria L., 1753 — Цимбария
- Euphrasia L., 1753 — Очанка
- Hedbergia Molau, 1988
- Lathraea L., 1753 — Петров крест
  - [syn.  Clandestina Hill, 1756]
- Macrosyringion Rothm., 1943
- Melampyrum L., 1753 — Марьянник
- Monochasma Maxim. ex Franch. & Sav., 1878
- Nothobartsia Bolliger & Molau, 1992
- Odontitella Rothm., 1943
- Odontites Ludw., 1757 — Зубчатка
  - [syn.  Orthanthella Rauschert, 1983 — Ортантелла]
- Omphalotrix Maxim., 1859 — Омфалотрикс
- Parentucellia Viv., 1824 — Парентучеллия
  - [syn.  Eufragia Griseb., 1844]
  - [syn.  Pseudobartsia D.Y.Hong, 1986]
- Pedicularis L., 1753 — Мытник
- Phtheirospermum Bunge ex Fisch. & C.A.Mey., 1835 — Вшивосемянник, или Фтейроспермум
  - [syn.  Emmenospermum C.B.Clarke ex Hook.f., 1883]
  - [syn.  Centrantheropsis Bonati, 1914]
- Physocalyx Pohl, 1827
- Pterygiella Oliv., 1896
- Rhinanthus L., 1753 — Погремок
  - [syn.  Alectorolophus Zinn, 1757]
- Rhynchocorys Griseb., 1844, nom. cons. — Хоботник
- Schwalbea L., 1753
- Siphonostegia Benth., 1835
- Tozzia L., 1753 — Тоцция
- Xizangia D.Y.Hong, 1986